# Los Angeles Wildcats
| Los Angeles Wildcats                                            | Los Angeles Wildcats                                            |
| Gegründet 2018 – Aufgelöst 2022 Spielten in Carson, Kalifornien | Gegründet 2018 – Aufgelöst 2022 Spielten in Carson, Kalifornien |
| --------------------------------------------------------------- | --------------------------------------------------------------- |
| \| \| \| \| \| Logo \|                                          |                                                                 |
| Teamfarben                                                      | Schwarz, rot, orange                                            |
| Liga                                                            |                                                                 |
| - XFL (2020) West Division (2020)                               |                                                                 |
| Personal                                                        |                                                                 |
| Besitzer                                                        | Alpha Entertainment, LLC (Vince McMahon)                        |
| Präsident                                                       | Heather Brooks Karatz                                           |
| General Manager                                                 | Winston Moss                                                    |
| Head Coach                                                      | Winston Moss                                                    |
| Teamgeschichte                                                  |                                                                 |
| Teamnamen                                                       | - Los Angeles Wildcats (2020)                                   |
| Erfolge                                                         |                                                                 |
| Meisterschaften (0)                                             |                                                                 |
| Play-off-Teilnahmen (0)                                         |                                                                 |
| Stadien                                                         |                                                                 |
| Dignity Health Sports Park                                      |                                                                 |
|                                                                 |                                                                 |
|                                                                 | Logo                                                            |

Die Los Angeles Wildcats waren ein American-Football-Team aus Carson, Kalifornien, einem Vorort von Los Angeles. Das Team war Mitglied der 2020 gestarteten XFL und trug seine Heimspiele im Dignity Health Sports Park aus, welcher auch die Heimspielstätte der LA Galaxy aus der Major League Soccer (MLS) ist. Im Rahmen des coronabedingten Abbruchs, der Insolvenz und des Verkaufs der Liga wurde das Team 2022 aufgelöst.

## Geschichte
Los Angeles schloss sich Dallas, Seattle, Houston, New York City, St. Louis, Tampa Bay und Washington, D.C. als Gründungsstädte der Liga an.
Am 7. Mai 2019 wurde bekannt gegeben, dass Winston Moss Head Coach des Teams wird. Am 21. August 2019 veröffentlichte das Team seinen Namen, das Logo und seine Identität als Los Angeles Wildcats zusammen mit den übrigen XFL-Teams. Ein alternatives Logo wurde am 24. August veröffentlicht.
Der Name Los Angeles Wildcats wurde bereits 1926 von einem Team der ersten American Football League und 1944 für ein Team der Minor League AFL benutzt. 
Am 8. Februar 2020 spielte das Franchise sein erstes Spiel und verlor 17:37 gegen die Houston Roughnecks. Chad Kanoff erzielte den ersten Touchdown in der Franchisegeschichte mit einem Scramble über fünf Yards.
Am 23. Februar 2020 erzielten die Wildcats ihren ersten Sieg in der Franchise-Geschichte und besiegten die DC Defenders 39:9.
Los Angeles war eine von zwei Städten, in denen auch ein Team in der ursprünglichen XFL beheimatet war, die andere ist New York/New Jersey. Los Angeles Xtreme war der Meister der früheren XFL in der einzigen Saison der Liga im Jahr 2001.
Die Wildcats befanden sich in einem der dichtesten Sportmärkte der Vereinigten Staaten und konkurrierten dabei mit zwei NFL-Teams (Los Angeles Rams, Los Angeles Chargers), zwei NHL-Teams (Los Angeles Kings, Anaheim Ducks), zwei NBA-Teams (Los Angeles Lakers, Los Angeles Clippers), mehreren NCAA Division I College-Basketball- und College-Football-Teams und im März und April den LA Galaxy und Los Angeles FC in der MLS und den Los Angeles Dodgers und Los Angeles Angels in der MLB.
Nachdem die Saison 2020 aufgrund der COVID-19-Pandemie abgebrochen werden musste, was zur Insolvenz der Liga und zum Verkauf an die Investorengruppe um Dwayne Johnson führte, wurden die Los Angeles Wildcats 2022 aufgelöst und durch die San Antonio Brahmas ersetzt.